# Auf gut deutsch
Auf gut deutsch, Wochenschrift für Ordnung und Recht war eine antisemitische Wochenschrift, die vom Publizisten und Mitbegründer der NSDAP Dietrich Eckart mit der Hilfe der frühen NS-Ideologen Alfred Rosenberg und Gottfried Feder im Hoheneichen-Verlag herausgegeben wurde.
Die Zeitung erschien erstmals im Dezember 1918 und war in dieser frühen Phase der NS-Bewegung Wortführer antisemitischer Stimmungen. Inhaltliche Schwerpunkte waren die Forderung einer Brechung der Zinsknechtschaft, das Verbot sogenannter „rassischer“ Mischehen sowie auch die Protesthaltung gegen den Friedensvertrag von Versailles. Die Zeitung tat sich durch einen besonders offenen Antisemitismus hervor.
Nachdem sich Eckart in Auf gut deutsch euphorisch über die Ermordung Matthias Erzbergers geäußert hatte, wurde die Zeitung von der Reichsregierung verboten. Dieses Verbot wurde zunächst von der bayerischen Staatsregierung als eine Einmischung in innere Angelegenheiten bezeichnet und nicht umgesetzt.
Die Zeitung stellte ihr Erscheinen 1921 ein. Eckart wurde im August dieses Jahres Chefredakteur des Völkischen Beobachters, des Parteiorgans der NSDAP.